# Gustav Fischer (éditeur)
Pour les articles homonymes, voir Gustav Fischer.
Gustav Fischer (né Gustav Paul Dankert Fischer le 23 décembre 1845 à Altona et mort le 22 juillet 1910 à Iéna) est un libraire et éditeur allemand, fondateur à Iéna du Gustav Fischer Verlag (édition Gustav Fischer).